# Synsepalum
Synsepalum é um género botânico pertencente à família Sapotaceae.